# Samsung Galaxy M04
El Samsung Galaxy M04 es un teléfono inteligente basado en Android diseñado y fabricado por Samsung Electronics. Se anunció el 10 de diciembre de 2022, y se lanzó el 16 de diciembre de 2022. Comparte similitudes con el Samsung Galaxy A04e.